# Штомпка, Пётр
Пётр Што́мпка (пол. Piotr Sztompka; род. 2 марта 1944, Варшава) — польский социолог, специалист по социологии повседневности, качественной методологии и проблематике общественного доверия. Автор концепции «социального становления» и понятия «культурная травма». Председатель Международной социологической ассоциации (2002—2006).

## Биография
Родился 2 марта 1944 года в Варшаве.
В Ягеллонском университете в 1966 году получил степень бакалавра гуманитарных наук по праву, в 1967 году магистра гуманитарных наук по социологии. В 1970 году там же под научным руководством Казимежа Добровольского защитил диссертацию на соискание учёной степени доктора философии по социологии по теме «Функциональный анализ в социологии социальной антропологии».
В 1970-х годах являлся приглашённым профессором в Колумбийском университете, а в 1980—1990-е годы — в Калифорнийском университете в Лос-Анджелесе. Также преподавал в Мичиганском университете.
В 1974 году в Краковском университете прошёл хабилитацию и получил учёное звание доцента.
С 1975 года — профессор и заведующий отделом теоретической социологии Ягеллонского университета.
С 1996 года — глава Центра анализа социальных изменений.
В 2002 году на XV Всемирном социологическом конгрессе в Брисбене (Австралия) избран президентом Международной социологической ассоциации, которым являлся до 2006 года.
Член Польской академии наук, Американской академии искусств и наук, Европейской Академии.

## Научная деятельность
Под влиянием функционализма Роберта Кинга Мертона стал заниматься разработкой концепции «социального становления» (англ. social becoming), где предложил рассматривать деятельность субъектов (люди, социальные группы, общественные движения и т. д.) социального действия совместно с развитием и функционированием социальных структур, когда деятельность первых направлена на изменение или воспроизводство вторых. Также Штомпке принадлежит авторство феномена «культурной травмы», под которой он, приводя в качестве примера страны бывшего социалистического лагеря, понимает особое болезненное состояние коллективного и индивидуального сознания, складывающееся в условиях коренных перемен общественных устоев.

## Награды
- 2006 — Премия Фонда польской науки[англ.]

## Труды

### Труды на английском языке

#### Монографии
- Sztompka P. Sociological Dilemmas: Toward a Dialectic Paradigm. — New York: Academic Press, 1979
- Sztompka P. The New Technological Challenge and Socialist Societies (ed). — Kraków, 1987
- Sztompka P. Society in Action: The Theory of Social Becoming. — Cambridge: Polity Press and University of Chicago Press, 1991
- Sztompka P. The Sociology of Social Change. — Oxford and Cambridge: Blackwell, 1993
- Sztompka P. Agency and Structure: Reorienting Sociological Theory (ed). — New York: Gordon & Breach, 1994
- Sztompka P. Trust: A Sociological Theory. — Cambridge: Cambridge University Press, 1999

#### Статьи
- Sztompka P. ‘Many sociologies for one world: the case for grand theory and theoretical pluralism’, The Polish Sociological Bulletin 1991 3: 147—158.
- Sztompka P. ‘Trust and Emerging Democracy: Lessons from Poland’, International Sociology 1996 11: 37-62
- Sztompka P. ‘Cultural Trauma: The Other Face of Social Change’, The European Journal of Social Theory, 2000 4: 449—466
- Sztompka P. ‘From East-Europeans to Europeans: Shifting Collective Identities and Symbolic Boundaries in the New Europe', European Review, 2004 12.4: 481—496.
- Sztompka P. ‘Coming in from the cold: my road from socialism to sociology’, 2007 pp. 189—202 in ed. M. Deflem, Sociologists in A Global Age, Ashgate

### Труды на русском языке

#### Монографии
- Штомпка П. Социология социальных изменений (недоступная ссылка) / Пер. с англ.; под ред. В. А. Ядова. — М.: Аспект-Пресс, 1996. — 416 с. — ISBN 5-7567-0053-6.
- Штомпка П. Социология: Анализ современного общества / Пер. с польского С. М. Червонной. — М.: Логос, 2005.
- Штомпка П. Визуальная социология. Фотография как метод исследования: учебник / Пер. с польск. Н. В. Морозовой, авт. вступ. ст. Н. Е. Покровский. — М.: Логос, 2007. — 168 с. + 32 с. цв. ил. — ISBN 978-5-98704-245-3.
- Штомпка П. Доверие - основа общества / пер. с польск. Н. В. Морозова. — М.: Логос, 2016. — 440 с. — ISBN 978-5-98704-495-7.

#### Статьи
- Штомпка П. Много социологий для одного мира // Социологические исследования. — 1991. — № 2. — С. 13—23. — ISSN 0132-1625.
- Штомпка П. Социальное изменение как травма: (статья первая) // Социологические исследования. — 2001. — № 1. — С. 6—16. — ISSN 0132-1625. (Пер.: А. Ю. Моисеева, Н. В. Романовский)
- Штомпка П. Культурная травма в посткоммунистическом обществе: (статья вторая) // Социологические исследования. — 2001. — № 2. — ISSN 0132-1625. (Пер.: В. В. Репьев, Н. В. Романовский)
- Штомпка П. Понятие социальной структуры: попытка обобщения // Социологические исследования. — 2001. — № 9. — С. 3—13. — ISSN 0132-1625.
- Штомпка П. Теоретическая социология и социологическое воображение // Социологический журнал. — 2001. — № 1. — ISSN 0132-1625.
- Штомпка П. Формирование социологического воображения: Значение теории // Социологические исследования. — 2005. — № 10. — С. 64—72. — ISSN 0132-1625. (пер. с англ. Н. В. Романовского)
- Штомпка П. Формирование социологического воображения: Значение теории // Социология. — 2005. — № 4. — С. 10—18.
- Штомпка П. Доверие в эпоху глобализации // Социальная политика и социология. — 2006. — № 4. — С. 8—15.
- Штомпка П. Миссия социологии в посткоммунистических обществах // Посев. — 2006. — № 6. Архивировано 16 июня 2017 года.
- Штомпка П. В фокусе внимания повседневная жизнь. Новый поворот в социологии // Социологические исследования. — 2009. — № 8. — С. 3—13. — ISSN 0132-1625. (пер. с англ. Н. В. Романовского)
- Штомпка П. Одна социология или много? // Социология. — 2010. — № 2. — С. 11—19. — ISSN 2071-0968.

## Интервью
- Интервью с профессором Петром Штомпкой // Журнал социологии и социальной антропологии. — 2009. — Т. 12, № 4 (49). — С. 5—36. — ISSN 1029-8053. (интервью подготовили и провели А. В. Резаев, А. В. Тавровский; пер. с англ. Л. С. Панкратовой и Л. Е. Шатохиной)
- Kalekin-Fishman, Devorah ‘An interview with Piotr Sztompka’, International Sociology 2006 21: 822—828.